# Michał Murmyłło
Michał Murmyłło, także Murmyło, ps. „Żubr”, „Muzyczka” (ur. 21 września 1894, zm. 1944?) – kapitan piechoty Wojska Polskiego.

## Życiorys
Urodził się 21 września 1894 w Czernielowie Mazowieckim jako syn Jana (ur. 1865, zm. 1939) i Marii Ratowskiej (ur. 1869, zm. 1920). Uczył się w Cesarsko-Królewskim Wyższym Gimnazjum w Tarnopolu, gdzie należał do XII Polskiej Drużyny Strzeleckiej. Był założycielem i pierwszym prezesem tarnopolskiego „Zarzewia”. Po wybuchu I wojny światowej (1914) skierowany do powiatu zbaraskiego celem kontynuowania pracy niepodległościowej. Jeszcze w pierwszym roku wojny wzięty do rosyjskiej niewoli, z której został oswobodzony w połowie następnego roku przez wojska austro-węgierskie. W c. i k. armii odbywał następnie służbę wojskową. Na przełomie lat 1918/1919 działał w POW. Początkowo organizował Obwód Zbaraż POW, następnie (do maja 1919) jako komendant stał na czele Obwodu Tarnopol Polskiej Organizacji Wojskowej (podległy mu teren obejmował powiaty: tarnopolski - z wyłączeniem miasta, zbaraski i skałacki). Dowodzona przez niego grupa bojowa uwolniła z więzienia między innymi Józefa Gigiel-Melechowicza (późniejszego pułkownika Wojska Polskiego). Według części źródeł służył również w Legionach Polskich . 
Po odzyskaniu przez Polskę niepodległości został przyjęty do Wojska Polskiego. Uczestniczył w wojnie polsko-bolszewickiej dowodząc kompanią zorganizowaną z byłych podkomendnych z POW. W kwietniu 1920 skierowany na Warmię. W pierwszej dekadzie czerwca 1920 ogłoszono przeniesienie ppor. piech. Michała Murmyłło z 15 pułku piechoty do Ministerstwa Spraw Wojskowych - Oddziału V Sztabu Generalnego. Następnie przeniesiony do 201 pułku piechoty. Od połowy trzeciej dekady lipca tr. ponownie na froncie. Uczestnik tzw. „buntu Żeligowskiego”.
Po zakończeniu wojny z bolszewikami służył nadal w Sztabie Generalnym Wojska Polskiego. Mieszkał wówczas w Warszawie na Krakowskim Przedmieściu 19.
Na dzień 1 czerwca 1921 w randze podporucznika pozostawał etatowym oficerem 15 pułku piechoty, pełniąc w tym czasie służbę w Dowództwie Okręgu Generalnego „Lwów” (na oddelegowaniu). 
Następnie awansowany do stopnia porucznika piechoty ze starszeństwem z dniem 1 czerwca 1919. W latach 1923-1924 został odnotowany w tymże stopniu w obsadzie 15 pułku piechoty z Dęblina. Pozostawał wówczas oficerem rezerwowym zatrzymanym w służbie czynnej.
Zarządzeniem Prezydenta Rzeczypospolitej Ignacego Mościckiego z dnia 19 marca 1928 został awansowany do rangi kapitana, ze starszeństwem z dniem 1 stycznia 1928 i 124. lokatą wśród oficerów piechoty. W roku 1928 pełnił już służbę w batalionie manewrowym z Rembertowa. W 1930 jako oficer rembertowskiego batalionu zajmował 1627. lokatę łączną na liście starszeństwa kapitanów piechoty. 
W marcu 1931 ogłoszono jego przeniesienie z batalionu manewrowego do 22 pułku piechoty z Siedlec. W sierpniu tegoż roku poinformowano o zatwierdzeniu kpt. Murmyłło (jako oficera 22 pp) na stanowisku komendanta powiatowego PW w Łukowie.
Z dniem 1 listopada 1931 został przydzielony w korpusie oficerów piechoty (bez prawa do należności za delegację), na okres 6 miesięcy, z 22 pułku piechoty do dyspozycji Ministra Spraw Wewnętrznych (z zachowaniem dotychczasowego dodatku służbowego). W Ministerstwie Spraw Wewnętrznych odbył przeszkolenie administracyjne. W początkach 1932 nadal był wykazywany jako oficer etatowy 22 pułku piechoty.
Zarządzeniem Prezydenta RP z 9 lipca 1932 kpt. Michał Murmyłło został przeniesiony (w korpusie oficerów piechoty) z dniem 31 maja 1932 z dyspozycji Ministra Spraw Wewnętrznych do rezerwy, ze starszeństwem od 1 stycznia 1928 i 1,37. lokatą - z równoczesnym przeniesieniem do 14 pułku piechoty. W czerwcu 1932 objął stanowisko starosty powiatu włocławskiego. Jako starosta, z urzędu pełnił jednocześnie funkcję przewodniczącego Wydziału Powiatowego i Sejmiku Powiatowego. Zaangażowany w sprawy lokalne - został prezesem Włocławskiego Zdrojowiska Siarczanego „Wieniec”, przewodniczącym Komunalnej Kasy Oszczędności Powiatu Włocławskiego i komisarycznym prezesem włocławskiego Związku Rezerwistów. Przewodniczył również Powiatowemu Komitetowi WF i PW we Włocławku. 
W roku 1934 jako kapitan rezerwy zajmował 2. lokatę w swoim starszeństwie (starszeństwo z dnia 1 stycznia 1928) - w korpusie osobowym oficerów piechoty. Pozostawał wówczas w ewidencji PKU Włocławek z przydziałem do 14 pułku piechoty z Włocławka jako oficer rezerwy.
Odwołany z funkcji starosty włocławskiego - 18 lutego 1936 zdał swe obowiązki (przekazał wówczas protokolarnie nowemu staroście akta spraw, dokumenty, środki pieniężne, akcje, obligacje i księgi buchalteryjne) i jeszcze w tym samym miesiącu objął urząd starosty powiatu borszczowskiego. Z funkcji starosty borszczowskiego został odwołany po kilku miesiącach jej sprawowania. Następnie zatrudniony w Urzędzie Wojewódzkim w Białymstoku. 
Zwolnienie z funkcji starosty włocławskiego było wynikiem wysuwanych wobec jego osoby zarzutów natury finansowej i obyczajowej. W lipcu 1936, wskutek skarg obywateli, został przez władze sądowe i administracyjne objęty śledztwem w sprawie dokonanych nadużyć. Na mocy prawomocnego orzeczenia Komisji Dyscyplinarnej przy Ministerstwie Spraw Wewnętrznych został z dniem 26 września 1936 przeniesiony w stały stan spoczynku.
W 1938 zamieszkał wraz z żoną w Czechowicach koło Warszawy - najpierw przy ul Centralnej, a potem przy ul. Legionów.
Po wybuchu II wojny światowej, zakończeniu kampanii wrześniowej 1939 i nastaniu okupacji niemieckiej zaangażował się w działalność podziemną. Od października 1939 do lutego 1940 w stopniu kapitana rezerwy, używając pseudonimu „Żubr”, pełnił funkcję dowódcy I batalionu 7 pułku piechoty Legionów AK „Garłuch”, w strukturach Okręgu Warszawskiego Armii Krajowej. Następnie, działając pod pseudonimem „Muzyczka”, sprawował stanowisko szefa podreferatu „Polskie organizacje konspiracyjne” w Referacie 992 – Biurze Studiów, w strukturach Komendy Głównej AK.
Michał Murmyłło zaginął podczas powstania warszawskiego. 
Jego rodzeństwem byli: Karol (ur. i zm. 1892), Bartłomiej (ur. 1899), Franciszka zamężna Czerkies (ur. 1900), Marcin (ur. 1902, zm. 1903), Stanisław (ur. 1904, zm. 1980) i Władysław (ur. 1909, zm. 2005). Brat Bartłomiej był żołnierzem 3 pułku piechoty Legionów Polskich, ciężko rannym 3 listopada 1915 pod Polską Górą (okolice Kostiuchnówki) i zmarłym cztery dni później.

## Rodzina
W dniu 20 lipca 1924 w parafii Długa Kościelna Michał Murmyłło zawarł związek małżeński z Heleną Jadwigą Lachczyk (ur. 24 grudnia 1899 w Żurawicy, zm. 15 lutego 1970 w Sokołowsku koło Wałbrzycha) - nauczycielką, podczas okupacji uczestniczką konspiracji pod ps. „Murka”.

## Odznaczenia i ordery
- Krzyż Niepodległości z Mieczami (16 września 1931)[36]
- Krzyż Walecznych (dwukrotnie)[10]
- Srebrny Krzyż Zasługi (10 listopada 1928)[37]
- Krzyż Zasługi Wojsk Litwy Środkowej[15]